# Arabette Tourette
Pseudoturritis turrita
Genre
Espèce
Classification phylogénétique
L'Arabette Tourette (Pseudoturritis turrita) est une espèce de plantes herbacées de la famille des Brassicaceae.
Longtemps connue sous le nom de Arabis turrita, cette espèce a été séparée du genre Arabis et placée dans un nouveau genre monotypique Pseudoturritis en 2005.

## Description

### Caractéristiques
- Organes reproducteurs
  - Couleur dominante des fleurs : blanc
  - Période de floraison : avril-juin à juillet-août selon région, latitude, altitude…
  - Inflorescence : racème simple
  - Sexualité : hermaphrodite
  - Pollinisation : entomogame
- Graine
  - Fruit : silique
  - Dissémination : anémochore
- Habitat et répartition
  - Habitat type : ourlets basophiles médioeuropéens, xérophiles, occidentaux
  - Aire de répartition : méditerranéen occidental

Données d'après : Julve, Ph., 1998 ff. - Baseflor. Index botanique, écologique et chorologique de la flore de France. Version : 23 avril 2004.

## Synonymes
- Arabis turrita  L.
- Arabis umbrosa Crantz
- Arabis pendula Moritzi
- Arabis lateripendens St.-Lag.
- Arabis eriocarpa Schur
- Erysimum presliana Kuntze